# Министерство муниципального и городского планирования Катара
Министерство муниципального и городского планирования государства Катар (араб. وزارة البلدية والتخطيط العمراني دولة قطر‎) —
одно из крупнейших министерств Катара. В сферу его компетенции относятся инфраструктура, обслуживание внутренних дорог, промышленная гигиена, дезинсекция, городская уборка, контроль за безопасностью пищевых продуктов в местах продажи, наблюдение за рынками и магазинами, выпуск лицензий для установки коммерческой рекламы и для строительства, техобслуживание и создание городских садов, променадов и парков, посадка деревьев, озеленение, уход за кладбищами, экспроприация собственности, кадастровый учёт. Также оно ответственно за электронный сервис электронного правительства, контроль за специалистами инженерных специальностей и пр.
Первое министерство муниципальных дел было создано в 1972 законом №24, определившим круг полномочий ведомства. После поправок в 1990 и упразднения Министерства промышленности и сельского хозяйства сельскохозяйственные вопросы передали в ведомство Министерства муниципальных дел, а оно стало Министерством муниципальных дел и сельского хозяйства. В 1993 законом №20 ведомство слили воедино с Министерством общественных работ, что расширило его полномочия сферой общественных работ.
В 2004 приняты Закон №1 о создании Департамента общественных работ и Закон №15 о создании Государственного управления по градостроительству и развитию, что ограничило полномочия министерства рамками муниципальных и сельскохозяйственных дел, а по Закону №23 от 2005 установлены полномочия министерства.
5/4/2009 Хамад бин Халифа Аль Тани выпустил эмирский указ №16, устанавливающий полномочия катарских министерств, в т.ч. и этого.